# Jim McLean
Jim McLean, született James Yuille McLean (Larkhall, 1937. augusztus 2. – 2020. december 26.) skót labdarúgó, csatár, edző.

## Pályafutása

### Játékosként
A Larkhall Thistle korosztályos csapatában kezdte a labdarúgást. 1956 és 1960 között a Hamilton Academical, 1960 és 1965 között a Clyde, 1965 és 1968 között a Dundee, 1968 és 1970 között a Kilmarnock labdarúgója volt.

### Edzőként
1970–71-ben a Dundee csapatánál segédedzőként kezdte az edzői pályafutását. 1971 és 1993 között a Dundee United vezetőedzője volt, ahol egy bajnoki címet (1982–83) és két ligakupa-győzelmet ért el az együttessel (1979–80, 1980–81). Legnagyobb sikerét az 1986–87-es idényben az UEFA-kupában érte el, amikor a döntőig jutott a csapattal, ahol a svéd IFK Göteborggal szemben maradtak alul két mérkőzésen. 1987-ben az év edzőjének választották Skóciában (SFWA Manager of the Year). 2005-ben beválasztották a skót labdarúgás hírességeinek csarnokába (Scottish Football Hall of Fame).

## Sikerei, díjai
- az év edzője Skóciában / SFWA Manager of the Year (1987)
- Scottish Football Hall of Fame (2005)

 Dundee United
- Skót bajnokság
  - bajnok: 1982–83
- Skót ligakupa
  - győztes (2): 1979–80, 1980–81
- UEFA-kupa
  - döntős: 1986–87